# حبق سنبلي
حبق سنبلي (الاسم العلمي:Ocimum spicatum) هو نوع من النباتات يتبع جنس الحبق من الفصيلة الشفوية.